# Вяндра (волость)
Вяндра (эст. Vändra vald) — бывшая волость в Эстонии.
Волость Вяндра находилась в западной Эстонии, на крайнем северо-востоке уезда Пярнумаа. Вновь образована 26 сентября 1991 года. Прежнее, немецкое название волости, применявшееся до революции 1917 года — Феннерн (Fennern). Её площадь составляла 458,2 км². Численность населения на 1 апреля 2012 года — 2883 человека. Плотность населения — 6 чел./км².

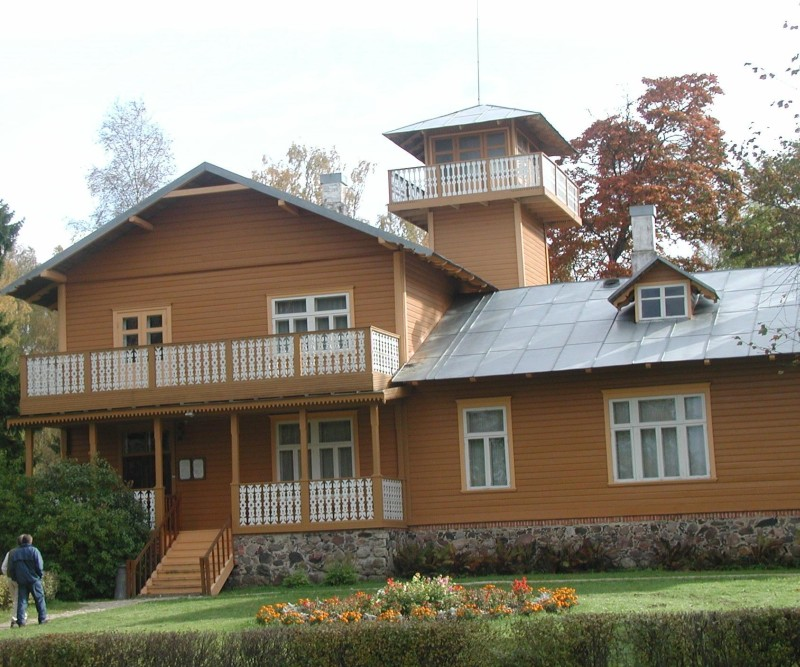
Музей писателя К. Р. Якобсона в местечке Кургья, волость Вяндра

В административном отношении волость подразделялась на 43 сельских общины и включала деревни Алусте, Алликынну, Ваки, Венекуузику, Вескисоо, Вилувере, Выйдула, Выйера, Каансоо, Кадьясте, Калмару, Кирикумыйза, Кобра, Козе, Куллимаа, Кургья, Леэтва, Луури, Лююсте, Массу, Мядара, Мустару, Орикюла, Пярнйыэ, Раэ, Рахноя, Рейнумурру, Рыуса, Рятсепа, Самлику, Сикана, Суурейыэ, Сяэстла, Тагассааре, Юннасте.

## История
На территории волости Вяндра родились национальная эстонская поэтесса Лидия Койдула, актёр и кинорежиссёр-документалист Арнольд Алтмяэ; здесь, в имении Кургья, жил и скончался писатель Карл Роберт Якобсон. В Кургья ныне находится его музей.
В 1950—1962 годах посёлок Вяндра был центром Вяндраского района.